# Nomada bisignata
Nomada bisignata är en biart som beskrevs av Thomas Say 1824. Nomada bisignata ingår i släktet gökbin, och familjen långtungebin. Inga underarter finns listade i Catalogue of Life.